# 劉炳森
劉 炳森（りゅう へいしん 、1937年8月17日 - 2005年2月15日）は、中華人民共和国の書家、政治家。

## 人物
中華人民共和国建国後（1949年10月1日）の現代中国を代表する20世紀最高峰の書家の一人で、楷書の重厚かつ骨太な作風で知られた。
流暢な日本語を話し、書道を通じた日本との交流も大変深く、文化面から日中友好に多大なる貢献をした。
中国書法家協会／副主席、中国人民政治協商会議全国委員会（全国政治協商会議）／常務委員などの政治的要職も務めた。

## 略歴
- 1937年　上海生まれ（1937年8月17日）／民族：漢民族
- 1962年　北京芸術学院卒業
- 1981年　中国書法家協会／常務理事
- 1988年　中国人民政治協商会議全国委員会（全国政治協商会議）／委員（7期）
- 1991年　中国書法家協会／副主席
- 1993年　中国人民政治協商会議全国委員会（全国政治協商会議）／常務委員（8期）
- 1998年　中国人民政治協商会議全国委員会（全国政治協商会議）／常務委員（9期）
- 2003年　中国人民政治協商会議全国委員会（全国政治協商会議）／常務委員（10期）
- 2005年　肺癌のため北京市内の病院にて死去。享年67（2005年2月15日）

## 役職
主な役職
- 中国人民政治協商会議全国委員会（全国政治協商会議）／常務委員
  - 中国人民政治協商会議全国委員会（全国政治協商会議）・書道室／副主任
    - 中国文学芸術界連合会（中国文聯）／副主席
- 中国書法家協会／副主席

その他
- 故宮博物院／研究員
- 中日友好協会／理事
- 中国佛教協会／副会長
- 中華海外聯誼会／常務理事
- 中国書画函授大学／特聘教授
- 中日友好二十一世紀委員会／委員
- 中国教育学会書法教育専業委員会／理事長

海外
- 白扇書道会（日本）／顧問
- 書道研究泉会（日本）／顧問
- 新加坡中華書学協会（シンガポール）／評議員

## 主な著書
書籍
- 劉炳森集
- 中国書法芸術
- 劉炳森隷書字帖
- 劉炳森楷書二碑
- 劉炳森隷書名文
- 劉炳森隷書字彙
- 劉炳森書画作品選
- 中国隷書名帖精華
- 劉炳森楷書百家姓
- 劉炳森楷書千字文
- 劉炳森書孫子兵法
- 劉炳森隷書古欒三碑
- 劉炳森書包公神道碑
- 劉炳森隷書岳陽楼記
- 劉炳森集／亦文亦画書系
- 劉炳森隷書黄知秋題画詩
- 劉炳森選編等慈寺碑字帖
- 劉炳森書法篆刻作品精選
- 劉炳森楷書曹州書画院碑記
- 劉炳森岳隷書≪岳陽楼記≫
- 99天毛筆字速成練習法（隷書）
- 劉炳森楷書名文（名家書名文）
- 関山月黄知秋劉炳森詩書画集
- 劉炳森隷書明北京城城墻維修記
- 劉炳森楷書三字経／當代名家書三字経
- 劉炳森選編勤礼碑字帖（当代名家析名帖）
- 劉炳森隷書岳陽楼記（当代書法名家書名文）
- 劉炳森書法作品精選／評委作品及獲奨作者作品系列

その他
- 劉炳森書法技法（DVD）